# خوسيه ماريا رودريغيز رودريغيز
خوسيه ماريا رودريغيز رودريغيز هو عسكري كوبي، ولد في 13 يونيو 1849 في سانتياغو دي كوبا في كوبا، وتوفي في 25 مايو 1903 في هافانا في كوبا.